# 奧利亞切阿區
奧利亞切阿區（西班牙語：Distrito de Ollachea），是秘魯的一個區，位於該國東南部普諾大區的卡拉瓦亞省，始建於1854年5月2日，面積595.79平方公里，海拔高度2,785米，2005年人口5,128，人口密度每平方公里8.6人。